# Xã Woodville, Quận Platte, Nebraska
Xã Woodville (tiếng Anh: Woodville Township) là một xã thuộc quận Platte, tiểu bang Nebraska, Hoa Kỳ. Năm 2010, dân số của xã này là 155 người.